# خيسوس إدواردو أمارال
خيسوس إدواردو أمارال (بالإنجليزية: Jesús Eduardo Amaral)‏ هو مهندس معماري أمريكي، ولد في 1927 في Humacao, Puerto Rico ‏ في بورتوريكو.